# Kurt Fritzsche
Kurt Fritzsche (* 6. Dezember 1919 in Leipzig-Wiederitzsch; † Dezember 2005) war ein deutscher Fußballspieler und Fußballtrainer. Mit der ZSG Union Halle (Saale) wurde er 1949 als Spieler Meister der Ostzone, den ASK Vorwärts Berlin führte er als Trainer 1958 zur DDR-Meisterschaft.

## Sportliche Laufbahn

### Fußballspieler
Seine fußballerische Laufbahn begann Kurt Fritzsche im Alter von sieben Jahren beim ATSV Wiederitzsch. Zwischen 1930 und 1933 war er Mitglied des ATSV Halle (Saale). Als 1933 die ATSV-Vereine von den Nationalsozialisten aufgelöst wurden, schloss sich Fritzsche dem VfL Halle 1896, mit dem er von 1938 bis 1944 in der Gauliga Mitte spielte. Nach dem Zweiten Weltkrieg begann er bei der SG Halle-Glaucha, die ab 1948 als SG Freiimfelde Halle auftrat. Bei der 1. Fußball-Ostzonenmeisterschaft 1948 erreichte die SG Freiimfelde das Endspiel, unterlag aber der SG Planitz mit 0:1. Fritzsche war als linker Außenläufer aufgeboten worden. Ein Jahr später, bei der 2. Ostzonenmeisterschaft 1949, standen die Hallenser unter dem Namen ZSG Union Halle erneut im Finale. Diesmal mit Fritzsche auf der rechten Läuferseite, gewann die ZSG gegen Fortuna Erfurt mit 4:1. Als Ostzonenmeister erhielt Halle einen Startplatz in der neu eingerichteten Fußball-Zonenliga (später DDR-Oberliga), die von der Saison 1949/50 ab den ostdeutschen Fußballmeister ermittelte. Kurt Fritzsche, inzwischen 29 Jahre alt, gehörte mit zum Hallenser Aufgebot für die erste Zonenliga-Saison. Er wurde vom ersten Spieltag an eingesetzt und fiel bis zur neunten Runde nur einmal aus. Sein achter Punktspieleinsatz war aber gleichzeitig sein letztes Spiel in einer höherklassigen Liga.

### Fußballtrainer
Unmittelbar nach seiner Laufbahn als Fußballspieler nahm Fritzsche seine Tätigkeit als Fußballtrainer auf. Seine erste Station war in der Spielzeit 1950/51 die viertklassige Betriebssportgemeinschaft (BSG) Chemie Leuna. Es folgte ein Jahr als Verbandstrainer der DDR-weiten Sportvereinigung Chemie. Mit Beginn der Saison 1952/53 übernahm Fritzsche den drittklassigen Bezirksligisten BSG Chemie Bitterfeld, den er bis zum Sommer 1954 trainierte. Im September 1954 wurden zwei Mannschaften (I, II) des SC DHfK Leipzig in die zweitklassige DDR-Liga eingegliedert. Fritzsche wurde Trainer von DHfK I. Beide DHfK Mannschaften waren als Kader zukünftiger Nationalspieler vorgesehen, doch die ausgewählten Spieler konnten die Erwartungen nicht erfüllen. Nachdem beide Mannschaften zum Ende der Hinrunde nur Plätze im Mittelfeld erreicht hatten, wurden sie Anfang 1955 wieder aufgelöst und Spieler wie Trainer auf andere Mannschaften verteilt. Fritzsche wurde zum Verbandstrainer der Armeesportvereinigung Vorwärts (ASV) berufen. Dieses Amt behielt er mit Unterbrechungen bis 1981. In den Spielzeiten 1956 bis 1958 leitete er das Training der Oberligamannschaft des ASV-Spitzenklubs ASK Vorwärts Berlin. Obwohl er 1958 den ASK zur DDR-Meisterschaft führte, wechselte Fritzsche 1959 zum ASK-Ableger ASG Vorwärts Neubrandenburg in die zu dieser Zeit drittklassige II. DDR-Liga. 1960 schaffte er mit den Neubrandenburgern den Aufstieg in die I. DDR-Liga. Zur Saison 1963/64 kehrte er zu Vorwärts Berlin zurück. Bis zum Dezember 1964 trainierte er dort wieder die Oberligamannschaft, danach wurde er auf den Posten des administrativen Cheftrainers für den Gesamtklub befördert. Auf den Titelgewinn 1964/65 hatte er damit noch mittelbar Anteil. Anfang 1965 wurde Fritzsche Sektionsleiter des ASK. Als aktiver Trainer tauchte er zwischen 1969 und 1974 bei den zweiten Mannschaften des Nachfolgeklubs FC Vorwärts Berlin bzw. nach dem Umzug beim FC Vorwärts Frankfurt (Oder) II auf, die jeweils in der DDR-Liga spielten. 